# Agroemi
Een agroemi of groemi (ook met een 'u' geschrven) is een Surinaams muziekinstrument.
De agroemi is een houten wasbord waarop geraspt wordt met dunne houten stokken. Het wordt gebruikt in Afro-Surinaamse muziek.